# Abijam
Abijam ou Abijah ou encore Abiya[réf. nécessaire] en hébreu אֲבִיָּם (ʾAbiyyām) : « Mon père est (de) la mer » ou 'Abiyyām ben Rehab'am[réf. nécessaire], en grec ᾿Αβιοὺ (Abiou), en latin Abiam), fils de Roboam, a été roi de Juda de -913 à -911 ou[réf. nécessaire] de -915 à -911, à la fin du Xe siècle av. J.-C. 
Il est aussi nommé Abija (en hébreu אֲבִיָּה (ʾAbiyyāh) : « Mon père est Yahvé », en grec ᾿Αβιὰ (Abia), en latin Abia).

## Biographie
La seule source dont on dispose sur Abijam est la Bible.
Fils de Roboam et de Maaca, il succède à son père. Il a 14 épouses, 22 fils et 16 filles.

### Noms et ascendance
Selon les livres de la Bible et les traductions, on trouve divers noms pour le successeur de Roboam :
- le Premier Livre des Rois le nomme Abijam, Abiyyam, Aviyyam, ou Abiyam... selon les traductions ;
- le Deuxième Livre des Chroniques le nomme Abija, Abiyya, Abiyyahu, Aviyyah, ou Abiya... selon les traductions ;
- l'Évangile selon Matthieu le nomme Abia.

Ce nom est porté dans la Bible par d'autres personnages d'importance moindre.
L'ascendance maternelle d'Abijam pose aussi problème : sa mère, l'épouse préférée de Roboam, est nommée «Maacah (Maaka), fille d'Absalom » dans le Premier Livre des Rois et en 2 Chroniques 11,20, ou « Mikayahu, fille d'Uriel, de Gibéa » en 2 Chroniques 13,2.
À cause de sa dévotion à Ashéra, Maacah sera déchue de son titre par son petit-fils Asa.

### Vie et règne
Fils de l'épouse préférée de son père, Abijam fut désigné par lui comme son successeur. Roi semblable à son père par ses péchés selon le Premier livre des Rois, Abijam est décrit par le Chroniste comme un chef militaire très pieux.
Son règne fut marqué par le conflit qui l'opposa à Jéroboam. Le Chroniste raconte la bataille du mont Tsemarayim, qui opposa selon lui 400 000 hommes de Juda à 800 000 hommes d'Israël : celle-ci commença par une exhortation d'Abijam envers les armées d'Israël. 

Dans ce discours, Abijam reprocha à Jéroboam d'avoir profité de la faiblesse de son père Roboam pour soustraire des israélites à la royauté de la maison de David, seule légitime à ses yeux puisque détentrice des promesses divines. Il lui reprocha aussi et surtout le schisme religieux consécutif au schisme politique, et accusa Israël d'avoir rejeté Dieu et le sacerdoce lévitique pour des idoles et des prêtres illégitimes. Ensuite, il déclare sa foi en Celui que, selon lui, ses adversaires ont abandonné, et les invite enfin à renoncer à la bataille, Dieu accompagnant les armées de Juda.

Jéroboam engagea la bataille en tentant une manœuvre d'encerclement, mais il fut rapidement vaincu, toujours selon le Chroniste, par une intervention divine, quand les prêtres sonnèrent de la trompette et quand les hommes de Juda poussèrent le cri de guerre. 500 000 hommes d'Israël ayant péri dans la bataille, Abijam et Juda acquirent ce jour-là un ascendant sur Israël qui leur permit de conquérir une partie du territoire ennemi.
Son fils Asa lui succéda.

## Chronologie
Comme de nombreuses dates concernant les personnages bibliques de cette époque, celles-ci sont approximatives, et peuvent faire l'objet de débats entre exégètes.
Abijam aurait régné de -915 à -913 (Albright), de -913 à -911 (Thiele), ou de -914 à -911 (Galil). Ussérius situe son règne entre -958 et -955, après Roboam et Salomon.